# Reyssouze
Reyssouze es una comuna francesa del departamento de Ain, en la región de Auvernia-Ródano-Alpes.

## Geografía
Se encuentra próxima a la confluencia del río Reyssouze con el Saona.

## Demografía
| 625 | 616 | 698 | 716 | 709 | 715 | 859 | 979 |
| Para los censos de 1962 a 1999 la población legal corresponde a la población sin duplicidades (Fuente: INSEE [Consultar]) |     |     |     |     |     |     |     |